# Tönsberg (Naturschutzgebiet)
Das Naturschutzgebiet Tönsberg liegt auf dem Gebiet der Stadt Oerlinghausen im Kreis Lippe in Nordrhein-Westfalen.

## Lage
Das Gebiet, in dem sich der 333,4 Meter hohe Tönsberg erhebt, erstreckt sich südöstlich der Kernstadt Oerlinghausen und südwestlich von Währentrup, einer Ortschaft im Oerlinghauser Ortsteil Helpup. Nordöstlich des Gebietes verläuft die Kreisstraße 11.

## Bedeutung
Das etwa 45 Hektar große Gebiet mit der Schlüssel-Nummer LIP-068 steht seit dem Jahr 2004 unter Naturschutz.